# Ласи, Эдмунд де, 2-й граф Линкольн
Эдмунд де Ласи (англ. Edmund de Lacy; приблизительно 1230 — 2 июня 1258 года) — английский аристократ, 2-й граф Линкольн.

## Биография
Эдмунд де Ласи был сыном Джона де Ласи, 1-го графа Линкольна, и Маргарет де Квинси. После смерти отца в 1240 году он унаследовал обширные владения в Северной и Центральной Англии, но графский титул не получил, поскольку его мать была графиней «в своём праве» (suo jure). Из-за несовершеннолетия Ласи его землями управлял Уолтер де Грей, архиепископ Йоркский, а Эдмунд тем временем воспитывался при королевском дворе, вместе с наследником престола Эдуардом и его братом, тоже Эдмундом. Он был объявлен совершеннолетним в мае 1248 года. Позже (до 1255 года) Ласи получил треть от налоговых поступлений Линкольншира, из-за чего он считается de facto 2-м графом Линкольном.
В 1247 году Джон женился на Аделизе Салуццо, родственнице королевы Элеоноры Прованской. Он умер молодым, но прежде успел устроить брак своего малолетнего сына с Маргарет Лонгеспе — внучкой и наследницей Уильяма II Лонгеспе.
У Джона было двое детей — Генри, 3-й граф Линкольн, и Маргарет, жена Джорджа де Контело.